# حرمل، حماة
حرمل (به عربی: حرمل) یک روستا در سوریه است که در ناحیه عین حلاقیم واقع شده‌است. حرمل ۸۷۱ نفر جمعیت دارد.